# 杨国屏
杨国屏（1934年—），是中国人民解放军和中国人民武装警察部队高级将领，武警上将警衔，是中国武警第一位武警上将。湖北钟祥人。1950年参加中国人民解放军，长期在部队从事测绘工作，后任64军参谋长、沈阳军区副参谋长、济南军区参谋长、济南军区副司令员。
1994年任国防大学副校长，如无意外，杨国屏当从此职务直至退役。1996年全国人大常委会副委员长李沛瑶被杀，武警司令员巴忠倓引咎辞职，杨国屏意外接任此职务，并于1998年晋升武警上将，成为中国武警第一位上将。1999年退役。